# 法曹会
法曹会（ほうそうかい、1891年（明治24年） - 現在）は、法律の調査研究および法律実務の進歩発展を目的とする任意団体の一つ。2013年からは一般財団法人である。

## 概要
1891年（明治24年）9月、児島惟謙らが法律研究の任意団体として発起した。構成員は司法省の官僚や法曹で、機関誌として『法曹記事』、1923年（大正12年）からは『法曹会雑誌』を発行した。
1923年には調査部の民事実体法規担当に三淵忠彦、長島毅らがおり、刑事法憲法行政法担当に小山松吉がいた（小山はオイゲン・ヘリゲルと同じ弓道者で大日本武徳会にも所属した）。1930年代は教育機関も兼ねた形になり、柔道、剣道、大弓、ゴルフ、テニスなどのスポーツ奨励活動を行った。
戦後は、民間の任意団体として全国に支部を展開しており、機関誌として『法曹時報』を発行している。

## 組織
組織の目的は「
平成までは公法調査委員会、財産法調査委員会、身分法調査委員会、民事手続法調査委員会、刑事法調査委員会を擁していたが、これらの委員会は竹﨑博允会長時代の2016年（平成28年）に消滅し、以後は単一の調査委員会が置かれている。
役員は原則無報酬とされており（定款第26条）、現役裁判官、検察官、弁護士など法曹三者が名を連ねる。最高裁判事などの司法官僚や行政官僚に任命される人物も少なくない。

## 法曹会館
本部の法曹会館は、法務省赤レンガ棟、最高検察庁・東京地方検察庁、公安調査庁と同じブロックにあり（東京都千代田区霞が関1-1-1）、車道を挟んで皇居に面している。法曹会発行の書籍販売所のほか、レストランや催事場が備わっている。

## 沿革
- 1891年（明治24年）- 9月、児島惟謙らが、法律研究の任意団体として発起した。月刊論文誌である『法曹記事』を刊行し始め、法曹会による法令解釈を「本会の決議」として掲載していた。

- 1908年（明治41年）- 12月24日、財団法人として登記。時の会員種別には、司法部内準会員、司法部外準会員などが設けられていた。「男爵南部甕男、法学博士横田国臣より寄付したる法曹会現在の動産不動産及預り金の一切」が財団の資産であった。

- 1923年（大正12年）- 4月、会長の平沼騏一郎が、月報を『法曹会雑誌』（1巻1号）と改題し、新たに刊行開始。それまでの「本会の決議」は「法曹会決議」と改題され、大審院判決集にも収録されるようになった。会費は値上げされた。当時の住所表記は、東京市麹町区（西日比谷町1）であった。

- 1936年（昭和11年）- 2月、現在の法曹会館が竣工[注釈 2]。1938年には会員用に、医学博士と医学士を招聘した診療所を設立[2]。司法省は同年、ナチスの法制及び立法綱要の翻訳書を刊行。

- 1945年（昭和20年） - 12月、1930年代の植民地法制を研究した「原住民司法論集」（環昌一、内藤頼博ほか訳）が司法省から刊行。
- 1949年（昭和24年）- 連合国軍の日本占領期の下、『法曹会雑誌』の法曹会決議は廃止[注釈 3]。4月にはタイトルが『法曹時報』に改題された。

- 1950年（昭和25年）- 2月、『法曹時報』に「法曹会決議」が復活する。

- 2006年（平成18年）- 財団の資産総額が26億1千万円を超える[6]。

- 2013年（平成25年）- 1月、財団から一般財団法人へ移行。

- 2014年（平成26年）- 12月、代表理事の一人に竹崎博允が再任。

- 2016年（平成28年）- 7月、代表理事の一人が菅野雅之から平田豊に交代。9月、評議員の一人に黒川弘務が就任。

- 2018年（平成30年）- 2月に代表理事の一人の竹崎が退任し、5月に寺田逸郎が就任。

### 歴代会長

#### 大日本帝国憲法下

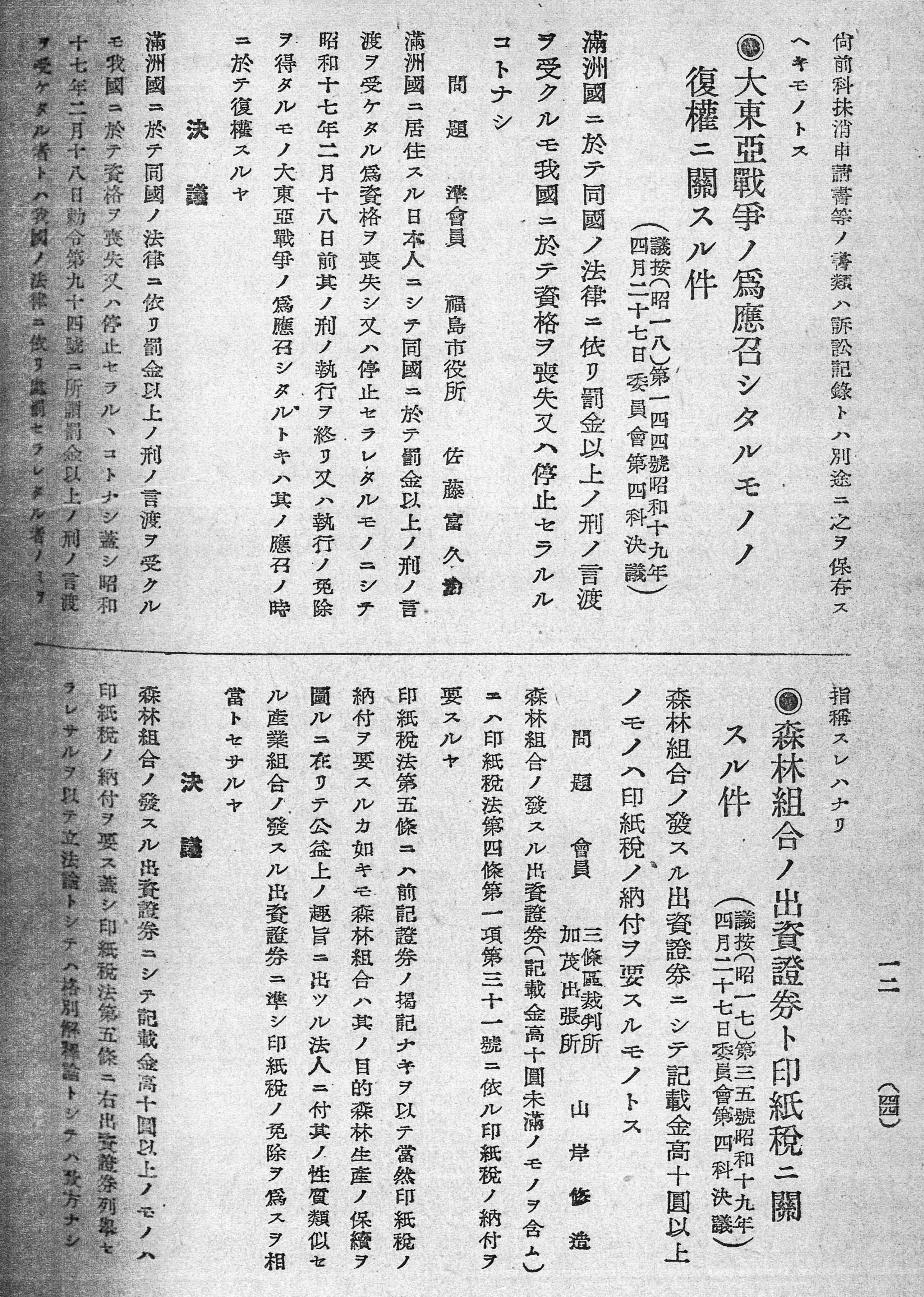
法曹会決議『大東亜戦争の為応召したるものの復権に関する件』、1943年。

寄附行為（定款）が1908年に規定されたのちは、会長は司法省所管の大審院の院長、副会長には同じく検察庁の検事総長となっている。
- 児島惟謙 (1891年9月 - 1892年10月) 、司法省裁判官
- 南部甕男 (1892年10月 - 1893年10月)、枢密顧問官
- 三好退蔵 (1893年10月 - 1896年10月)、検事総長
- 南部甕男 (1896年10月 - 1906年7月)、枢密顧問官
- 横田国臣 (1906年7月 - 1921年6月)、検事総長
- 富谷鉎太郎 (1921年6月 - 1921年10月)、司法省裁判官
- 平沼騏一郎 (1921年10月 - 1923年9月)、検事総長
- 横田秀雄 (1923年9月 - 1927年8月)、司法省裁判官、帝国学士院
- 牧野菊之助 (1927年8月 - 1931年12月)、司法省裁判官
- 和仁貞吉 (1931年12月 - 1935年4月)、検事総長
- 林頼三郎 (1935年4月 - 1936年3月)、検事総長
- 池田寅二郎 (1936年3月 - 1939年2月)、検事総長
- 泉二新熊 (1939年2月 - 1941年1月)、司法省裁判官、刑法学者
- 長島毅 (1941年1月 - 1944年9月)、司法省裁判官
- 霜山精一 (1944年9月 - 1946年2月)、司法省裁判官
- 細野長良 (1946年2月 - 1947年4月5日) 、司法省裁判官

#### 日本国憲法下
会長には最高裁判所長官、副会長には検事総長とされていたが、2008年前後に理事会の互選方式に切り替わり、以後、元最高裁判所長官の竹﨑博允が少なくとも2017年まで会長を務めた。
- 三淵忠彦 (1947年4月5日 - 1950年3月2日)、司法省裁判官、最高裁判所長官
- 田中耕太郎 (1950年3月3日 - 1960年10月24日)
- 横田喜三郎 (1960年10月25日 - 1966年8月5日)
- 横田正俊 (1966年8月6日 - 1969年1月10日)
- 石田和外 (1969年1月11日 - 1973年5月19日)
- 村上朝一 (1973年5月21日 - 1976年5月24日)
- 藤林益三 (1976年5月25日 - 1977年8月24日)
- 岡原昌男 (1977年8月25日 - 1979年3月31日)
- 服部高顯 (1979年4月2日 - 1982年9月30日)
- 寺田治郎 (1982年10月1日 - 1985年11月3日)
- 矢口洪一 (1985年11月5日 - 1990年2月19日)
- 草場良八 (1990年2月20日 - 1995年11月7日)
- 三好達 (1995年11月7日 - 1997年10月30日)
- 山口繁 (1997年10月31日 - 2006年10月15日)
- 町田顯 (2002年11月6日 - 2006年10月15日)
- 島田仁郎 (2006年10月16日 - 2008年11月21日)
- 竹﨑博允 (2008年11月25日 - )

## 刊行物
司法研修所や法務総合研究所が編纂した要件事実や刑事事実認定等に関連する教材を出版しており、法科大学院生、司法修習生などに広く利用されている。
また、最高裁判所調査官は最高裁判所公式判例集の民集及び刑集に掲載された判例については解説を自ら執筆し、法曹会月刊誌「法曹時報」に「最高裁判所判例解説」として掲載する（「調査官解説」ともいう）。
定期刊行物
- 『法曹時報』、ISSN00239453（日本評論社の『法律時報』（法時）とは異なる。）
- 『法曹』 NDLJP:2895379

## 不祥事
- 発足翌年の1892年6月、会長であり大審院長の児島のほか大審院判事6名が向島の待合で花札賭博に興じたとして告発され、判事懲戒法に基づき、時の検事総長松岡康毅に懲戒裁判を申し立てられた。翌月には証拠不十分により免訴されたが、同年8月、児島は責任を取る形で大審院を辞職した（司法官弄花事件）[10]。

- 2020年1月、安倍晋三内閣は法曹会元役員の黒川弘務を検事総長に任命する目的で、あえて国家公務員法を適応させ検事の定年を6カ月延長する閣議決定を行った[11]。これに対し立憲民主党の枝野幸男が違法を指摘し、社会問題となって定年延長は行われなかった[12]。内閣側は法務省の人事案を承認したものであると述べた[13]。黒川は同年、新型コロナウイルス感染症パンデミックの緊急事態宣言の中、産経新聞記者と賭け麻雀をしていたことが発覚し、検察審査会の起訴相当議決により略式起訴を受けて罰金刑となった。